# 大羽宏一
大羽 宏一（おおば ひろかず、1943年3月18日 -） は、日本の経済学者。大分大学名誉教授。元尚絅大学学長。PL研究学会会長。

## 人物・経歴
兵庫県明石市出身。東京都立新宿高等学校を経て、一橋大学商学部卒業後、1966年日本火災海上保険入社。火災新種業務部長、総合企画部長を経て、1998年大分大学経済学部教授。2002年内閣府国民生活審議会消費者政策部会委員。2003年大分大学附属図書館長。2006年尚絅大学短期大学部総合生活学科教授、大分大学名誉教授、日本少額短期保険協会理事。2008年尚絅大学学長。2015年PL研究学会会長。

## 著作

### 著書
- 『米国の製造物責任と懲罰賠償』日本経済新聞社 1984年
- 『損害保険のかけ方』（角知明と共著）日本経済新聞社 1986年
- 『早わかり製造物責任（PL）法のすべて』（森川均と共著）日本経済新聞社 1994年
- 『PLと改正民事訴訟法』（林田学と共著）日本経済新聞社 1997年
- 『取扱説明書ガイドライン』（渡辺吉明と共著）PL研究学会 2016年

### 編書
- 『総合生活学 : 女性の視点からみた現代社会』法律文化社 2007年
- 『消費者庁誕生で企業対応はこう変わる』日本経済新聞出版社 2009年

### 監修
- 『製品クレームと顧客対応 1 製品事故の実態』日本経済新聞社 1998年
- 『製品クレームと顧客対応 2 製品クレームへの対策』日本経済新聞社 1998年